# Yulumara armadillicta
Yulumara armadillicta is een vlokreeftensoort uit de familie van de Colomastigidae. De wetenschappelijke naam van de soort is voor het eerst geldig gepubliceerd in 1982 door Moore.